# Albepierre-Bredons
Albepierre-Bredons est une commune française située en Auvergne, dans le département du Cantal en région administrative Auvergne-Rhône-Alpes. Son territoire s'étend jusqu'au Plomb du Cantal, point culminant du département. Au pied du Plomb du Cantal se trouve la station de sports d'hiver et d'été de Prat de Bouc.

## Géographie

### Localisation
Le village de montagne d'Albepierre est situé à 1 050 m d'altitude au confluent de deux vallées glaciaires, du Benet et du Lagnon. Le Plomb du Cantal (1 855 m), le plus haut sommet de la commune, peut être gravi depuis la station de ski de Prat de Bouc. Albepierre-Bredons se trouve dans le parc naturel régional des Volcans d'Auvergne et au cœur du plus vaste volcan d'Europe, le Volcan Cantalien. Site Natura 2000 : 16 % de la commune (565 ha) est classée Natura 2000. La Réserve biologique intégrale de Chamalière / Peyre Ourse s'étend sur 205 hectares.

### Communes limitrophes
Les communes limitrophes sont  Brezons, La Chapelle-d'Alagnon, Laveissenet, Laveissière, Murat, Paulhac et Saint-Jacques-des-Blats.
| Laveissière             | Murat              | La Chapelle-d'Alagnon |
|                         | Albepierre-Bredons | Laveissenet           |
| Saint-Jacques-des-Blats | Brezons            | Paulhac               |

### Hydrographie
L'Alagnon, le Lagnon, le Benet, le ruisseau du Pont sont les principaux cours d'eau parcourant la commune.

### Climat
Pour des articles plus généraux, voir Climat d'Auvergne-Rhône-Alpes et Climat du Cantal.
En 2010, le climat de la commune est de type climat de montagne, selon une étude du CNRS s'appuyant sur une série de données couvrant la période 1971-2000. En 2020, Météo-France publie une typologie des climats de la France métropolitaine dans laquelle la commune est exposée à un climat de montagne ou de marges de montagne et est dans la région climatique Ouest et nord-ouest du Massif Central, caractérisée par une pluviométrie annuelle de 900 à 1 500 mm, maximale en automne et en hiver.
Pour la période 1971-2000, la température annuelle moyenne est de 7,6 °C, avec une amplitude thermique annuelle de 15,2 °C. Le cumul annuel moyen de précipitations est de 1 446 mm, avec 13,2 jours de précipitations en janvier et 8,6 jours en juillet. Pour la période 1991-2020, la température moyenne annuelle observée sur la station météorologique de Météo-France la plus proche, « Le Lioran_sapc »sur la commune de Laveissière à 5 km à vol d'oiseau, est de 7,0 °C et le cumul annuel moyen de précipitations est de 2 129,1 mm,. Pour l'avenir, les paramètres climatiques de la commune estimés pour 2050 selon différents scénarios d'émission de gaz à effet de serre sont consultables sur un site dédié publié par Météo-France en novembre 2022.

## Urbanisme

### Typologie
Au 1er janvier 2024, Albepierre-Bredons est catégorisée commune rurale à habitat dispersé, selon la nouvelle grille communale de densité à 7 niveaux définie par l'Insee en 2022.
Elle est située hors unité urbaine. Par ailleurs la commune fait partie de l'aire d'attraction de Saint-Flour, dont elle est une commune de la couronne,. Cette aire, qui regroupe 36 communes, est catégorisée dans les aires de moins de 50 000 habitants,.

### Occupation des sols
L'occupation des sols de la commune, telle qu'elle ressort de la base de données européenne d’occupation biophysique des sols Corine Land Cover (CLC), est marquée par l'importance des forêts et milieux semi-naturels (69,4 % en 2018), une proportion sensiblement équivalente à celle de 1990 (69,8 %). La répartition détaillée en 2018 est la suivante : milieux à végétation arbustive et/ou herbacée (35 %), forêts (34,4 %), prairies (27,9 %), zones agricoles hétérogènes (1,9 %), zones urbanisées (0,8 %). L'évolution de l’occupation des sols de la commune et de ses infrastructures peut être observée sur les différentes représentations cartographiques du territoire : la carte de Cassini (XVIIIe siècle), la carte d'état-major (1820-1866) et les cartes ou photos aériennes de l'IGN pour la période actuelle (1950 à aujourd'hui).

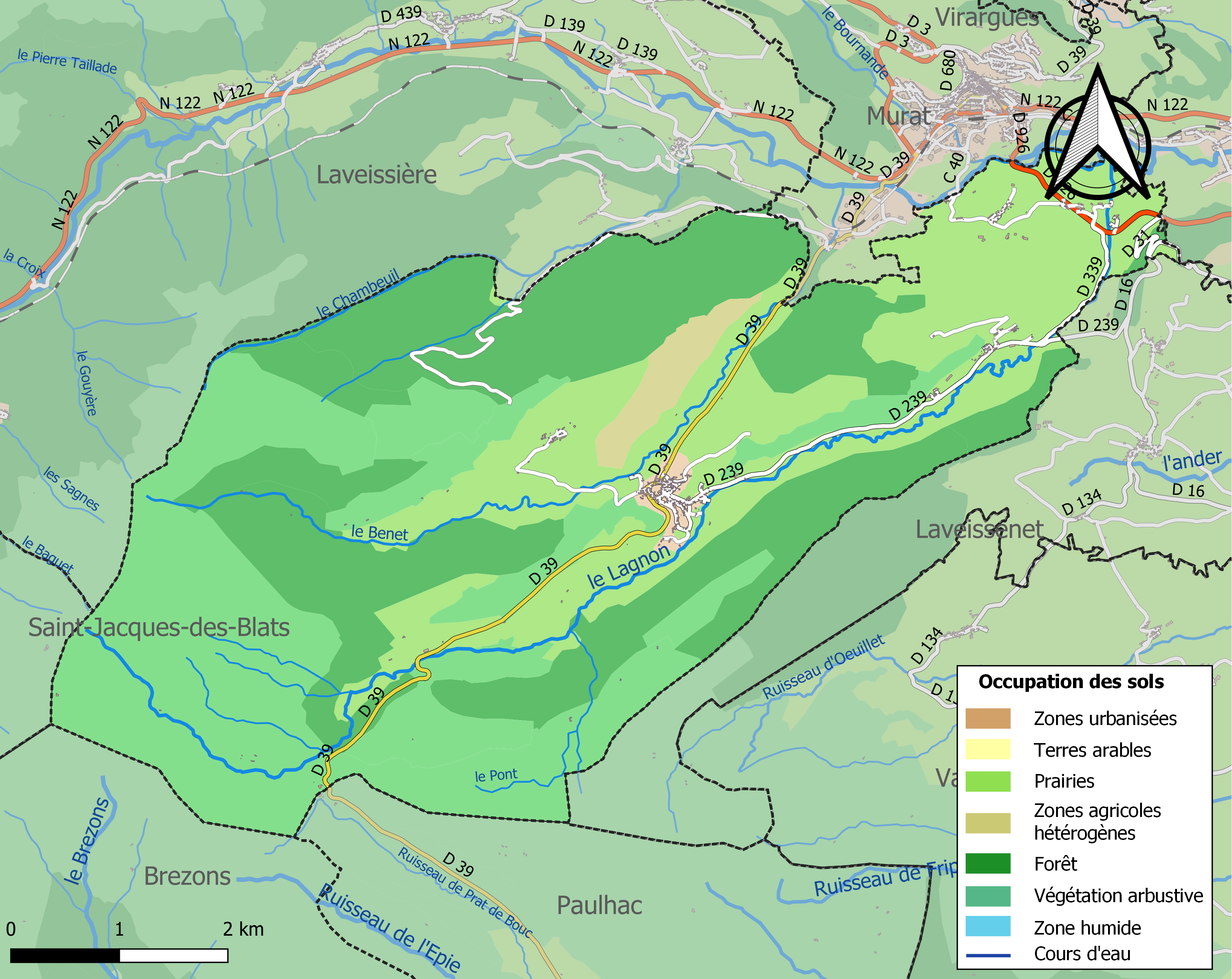
Carte des infrastructures et de l'occupation des sols de la commune en 2018 (CLC).

### Lieux-dits, hameaux et écarts
Les villages et hameaux de la commune sont Albepierre, Auzolles Haut, Auzolles Bas, Bredons, Stalapos, Pignou, la Molède, Prat de Bouc et la Côte de Pignou.
Les hameaux disparus : Haute-Besse et son château au Puy du Bac, Las-Castas et Assapice.[réf. nécessaire]

### Logement
En 2021, le nombre total de logements dans la commune était de 269, alors qu'il était de 277 en 2015 et de 264 en 2010.
Parmi ces logements, 44,6 % étaient des résidences principales, 46,5 % des résidences secondaires et 8,9 % des logements vacants. Ces logements étaient pour 89,2 % d'entre eux des maisons individuelles et pour 9,7 % des appartements.
Le tableau ci-dessous présente la typologie des logements à Albepierre-Bredons en 2021 en comparaison avec celle du Cantal et de la France entière. Une caractéristique marquante du parc de logements est ainsi une proportion de résidences secondaires et logements occasionnels (46,5 %) supérieure à celle du département (20,6 %) et à celle de la France entière (9,7 %). Concernant le statut d'occupation des résidences principales, 81,7 % des habitants de la commune sont propriétaires de leur logement (74,8 % en 2015), contre 70,8 % pour le Cantal et 57,5 pour la France entière.
| Typologie                                               | Albepierre-Bredons | Cantal | France entière |
| ------------------------------------------------------- | ------------------ | ------ | -------------- |
| Résidences principales (en %)                           | 44,6               | 67,8   | 82,2           |
| Résidences secondaires et logements occasionnels (en %) | 46,5               | 20,6   | 9,7            |
| Logements vacants (en %)                                | 8,9                | 11,7   | 8,1            |

## Toponymie
Le nom de la localité est attesté sous la forme latine Albal Petra à la fin du XIIIe siècle.
La traduction est aisée : « Pierre Blanche », de l'occitan, adjectif féminin alba « blanche » et de pèira « pierre », peut-être au sens « pierre matériau de construction ».
En occitan Alba Pèira e Bredòm.

## Histoire
Créées en 1790, les communes d'Albepierre et de Bredons fusionnent peu de temps après, adoptant le nom de la seconde. En 1836, une partie de la commune constitue celle de Laveissière. En 1955, Bredons devient Albepierre-Bredons.

## Politique et administration

### Découpage territorial
La commune d'Albepierre-Bredons est membre de l'intercommunalité Hautes Terres Communauté, un établissement public de coopération intercommunale (EPCI) à fiscalité propre créé le 1er janvier 2017 dont le siège est à Murat. Ce dernier est par ailleurs membre d'autres groupements intercommunaux.
Sur le plan administratif, elle est rattachée à l'arrondissement de Saint-Flour, à la circonscription administrative de l'État du Cantal et à la région Auvergne-Rhône-Alpes.
Sur le plan électoral, elle dépend du canton de Murat pour l'élection des conseillers départementaux, depuis le redécoupage cantonal de 2014 entré en vigueur en 2015, et de la deuxième circonscription du Cantal  pour les élections législatives, depuis le dernier découpage électoral de 2010.

### Liste des maires
| Période                                  | Période      | Identité              | Étiquette | Qualité   |
| ---------------------------------------- | ------------ | --------------------- | --------- | --------- |
| Les données manquantes sont à compléter. |              |                       |           |           |
| 1989                                     | 1995         | Jean-Louis Philippart |           | Physicien |
| 1995                                     | avril 2014   | Yvon Alain            |           |           |
| avril 2014                               | juillet 2020 | Alain Vantalon        |           | Retraité  |
| juillet 2020                             | En cours     | Xavier Fournal        |           |           |

## Population et société

### Démographie
L'évolution du nombre d'habitants est connue à travers les recensements de la population effectués dans la commune depuis 1793. Pour les communes de moins de 10 000 habitants, une enquête de recensement portant sur toute la population est réalisée tous les cinq ans, les populations de référence des années intermédiaires étant quant à elles estimées par interpolation ou extrapolation. Pour la commune, le premier recensement exhaustif entrant dans le cadre du nouveau dispositif a été réalisé en 2005.

En 2022, la commune comptait 240 habitants, en évolution de −1,23 % par rapport à 2016 (Cantal : −1,08 %, France hors Mayotte : +2,11 %).
| 1793  | 1800  | 1806  | 1821  | 1831  | 1836  | 1841  | 1846  | 1851  |
| ----- | ----- | ----- | ----- | ----- | ----- | ----- | ----- | ----- |
| 1 861 | 2 077 | 2 151 | 2 421 | 2 524 | 1 096 | 1 056 | 1 033 | 1 034 |

| 1856  | 1861 | 1866  | 1872 | 1876 | 1881  | 1886 | 1891 | 1896 |
| ----- | ---- | ----- | ---- | ---- | ----- | ---- | ---- | ---- |
| 1 091 | 975  | 1 002 | 938  | 988  | 1 027 | 989  | 870  | 881  |

| 1901 | 1906 | 1911 | 1921 | 1926 | 1931 | 1936 | 1946 | 1954 |
| ---- | ---- | ---- | ---- | ---- | ---- | ---- | ---- | ---- |
| 824  | 790  | 792  | 665  | 615  | 547  | 561  | 544  | 525  |

| 1962 | 1968 | 1975 | 1982 | 1990 | 1999 | 2005 | 2006 | 2010 |
| ---- | ---- | ---- | ---- | ---- | ---- | ---- | ---- | ---- |
| 442  | 366  | 322  | 281  | 266  | 237  | 217  | 216  | 222  |

| 2015 | 2020 | 2022 | - | - | - | - | - | - |
| ---- | ---- | ---- | - | - | - | - | - | - |
| 243  | 237  | 240  | - | - | - | - | - | - |

Les chiffres donnés ci-avant de population de la commune d'Albepierre-Bredons méritent une explication : avant 1836, les chiffres correspondent aux populations d'un territoire beaucoup plus important que celui de la commune d'Albepierre-Bredons d'aujourd'hui. Il y avait en effet en plus ce qui constitue aujourd'hui la commune de Laveissière ! L'ensemble formait la commune de Bredons. La commune de Bredons, démembrée de la section de Laveissière en 1836, porta le nom de commune d'Albepierre-Bredons en 1955.

### Sports et loisirs

#### Activités de pleine nature
- L'Espace Trail Massif Cantalien
- Trail Blanc
- La Grande Traversée des Volcans d'Auvergne (GTVA) arrive au sommet du Plomb du Cantal
- Espace Plomb du Cantal : randonnée pédestre et VTT
- Grande traversée du Massif central à VTT (GTMC)
- Sites d'escalade à Prat-de-Bouc
- Ski nordique (Prat de Bouc Haute Planèze)
- Ski alpin (station de Prat de Bouc)
- Ski-roues
- Alpinisme
- Randonnée alpine
- Escalade sur glace
- Randonnée équestre
- Cyclisme sur route : col de Prat de Bouc / Plomb du Cantal, col de la Molède, Mur de Bredons ...
- Astronomie : le Puy de Prat de Bouc est un lieu idéal pour observer le ciel.
- Ornithologie : zone naturelle d'intérêt écologique, faunistique et floristique (ZNIEFF) et zone d'intérêt communautaire pour les oiseaux (ZICO).
- Une flore et faune sauvage de montagne, Saule des Lapons, Aconit nappel, Arnica des montagnes, Galanthes des neiges, Lys Martagon et Grand duc d'Europe, Aigle botté, Milan royal, Circaète Jean-le-blanc, Tarier pâtre, Faucon, Loup gris, Marmotte, Mouflon, Chamois, Renard.

#### Équipements
- Station de ski de Prat de Bouc : remontées mécaniques : 1 télésiège et 5 téléskis , Les pistes : 3 vertes, 4 bleues et 7 rouges se situent sur les pentes du Plomb du Cantal Liaison avec le Lioran
- Maison du col de Prat-de-Bouc
- Camping municipal du Tir

## Culture locale et patrimoine

### Lieux et monuments

#### Monuments
- Église Saint-Pierre de Bredons, classée au titre des monuments historiques en 1840[19].
- Château de Beccoire, château royal construit pour Saint Louis. Il servait de siège ambulant au bailliage des Montagnes.
- Château d'Albepierre ou Manoir de Gorses
- Calvaire de Bredons.
- Église de l'Ascension d'Albepierre, construite sur l'ancien château d'Albepierre (la chapelle du château subsiste en partie dans le monument actuel). Le château fût détruit entre 1365 et 1400.
- Voie romaine : portion de la Via Celtica (branche Mont Celticus, alias Plomb du Cantal), et pont de Larmont ("pont gaulois", sans possibilité d'avérer son origine malgré sa structure mégalithique).
- Habitats troglodytes de Bredons.
- Petit patrimoine de la commune : fontaine de Bredons, four banal et oratoire à Auzolles Bas, four banal et oratoire à Auzolles Haut, travail à ferrer du Barry à Albepierre, fours banaux du Barry, du chateau, de la Combe, nombreuses chapelles, oratoires et abris de berger.
- Moulins hydrauliques (13) de la commune : moulin de la Planche du Jeu à 1021 m (en ruine), moulin "Tournant du Cheylut" à 1060 m (en mauvais état), moulin de Stalapos. Ils servaient au broyage du chanvre, au pressage de l'huile, le foulage des draps ou à la mouture des grains.

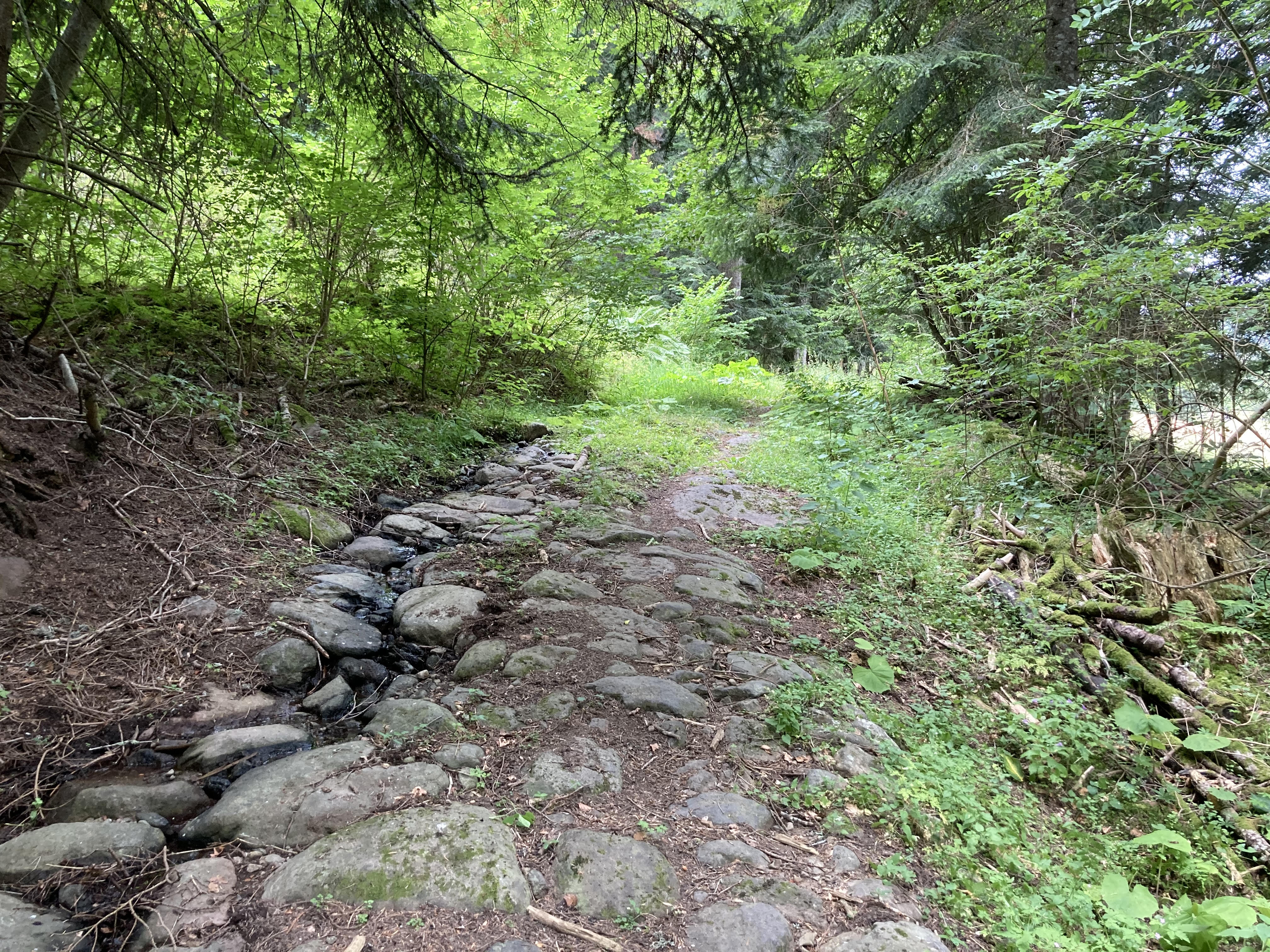
Via Celtica/Arvena, branche Mont Celticus (Plomb du Cantal).
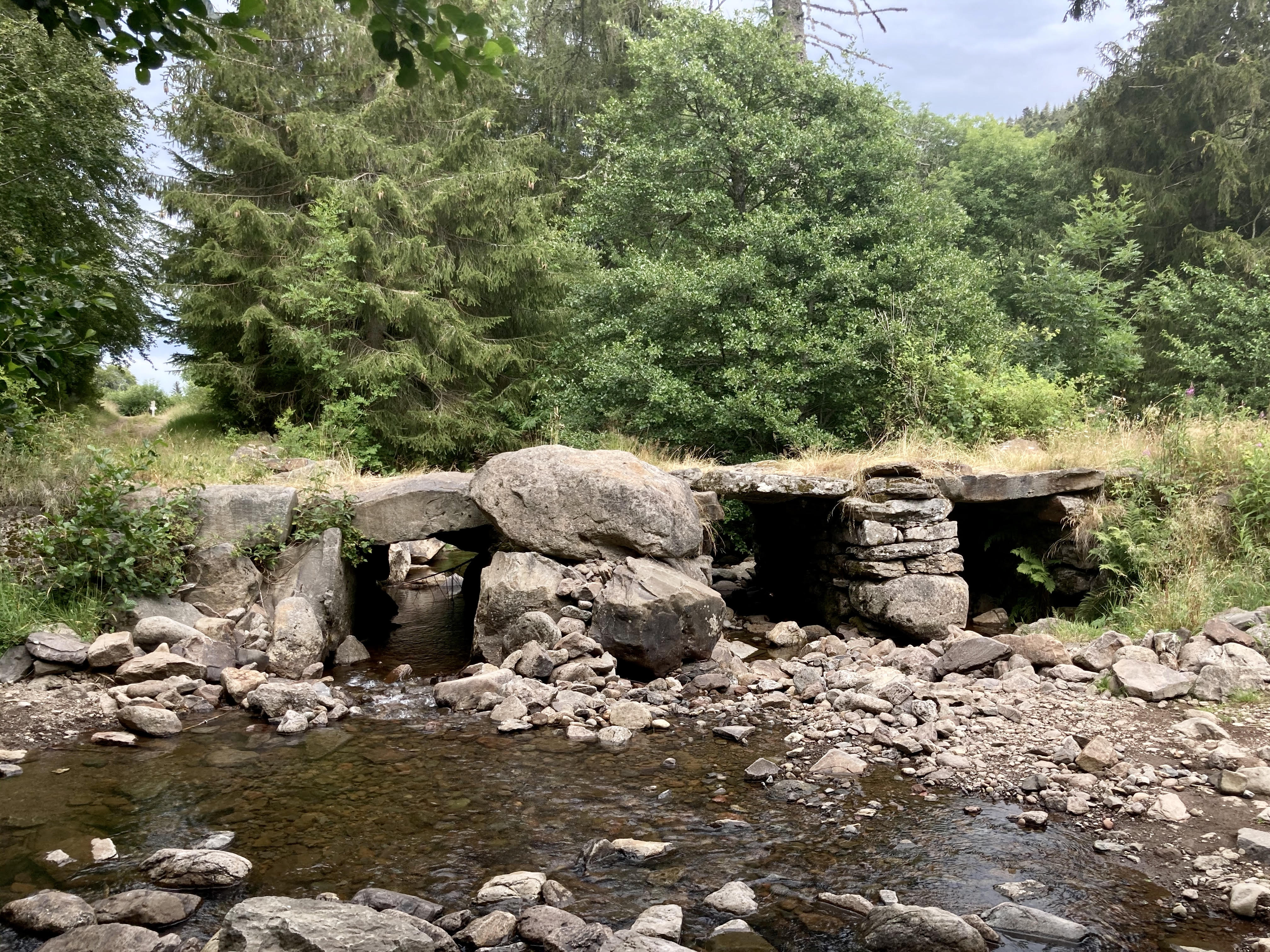
Pont de Larmont, Via Celtica/Arvena, branche Mont Celticus (Plomb du Cantal).
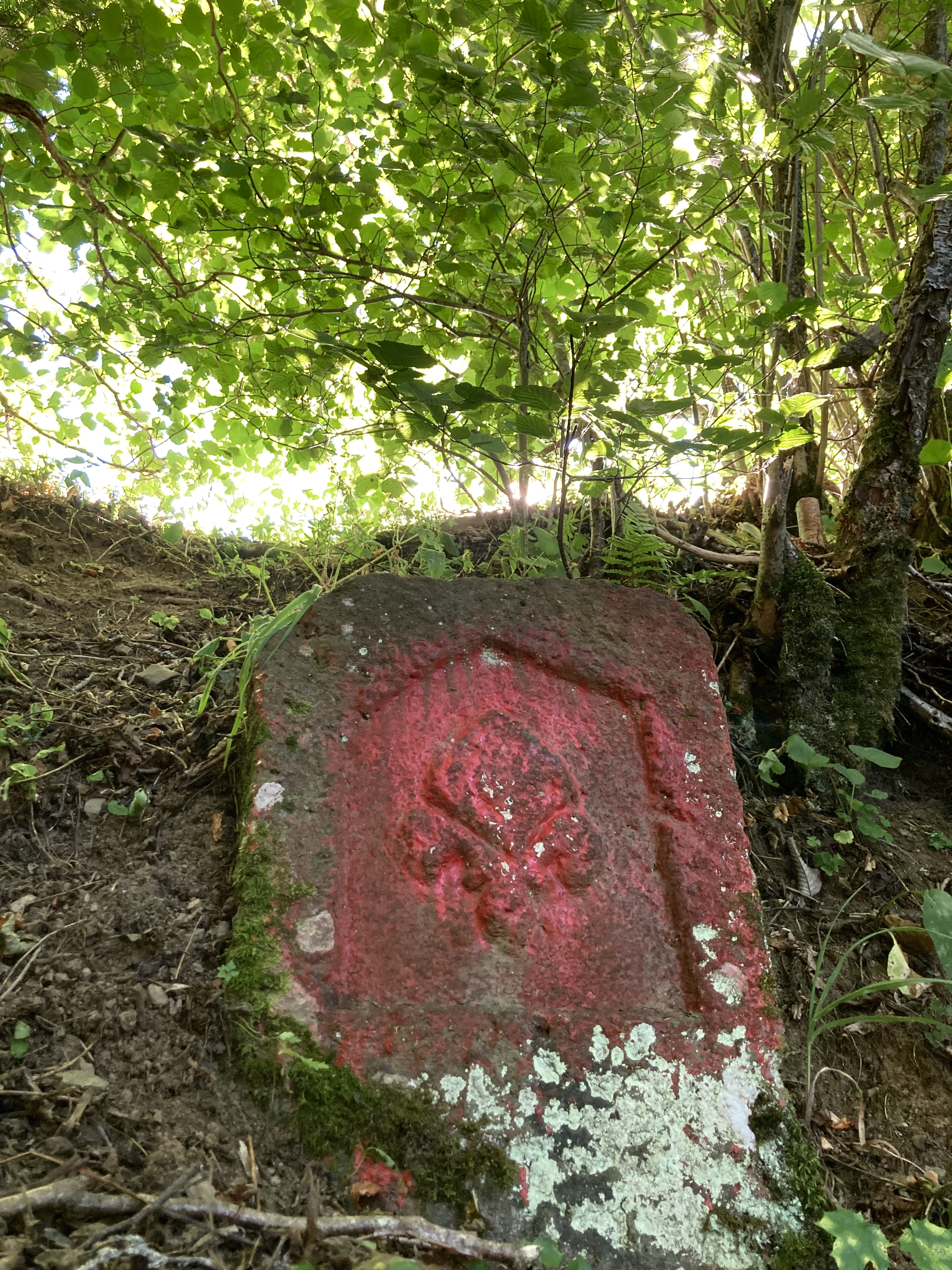
Borne royale XVIIe siècle (fleur de lys).
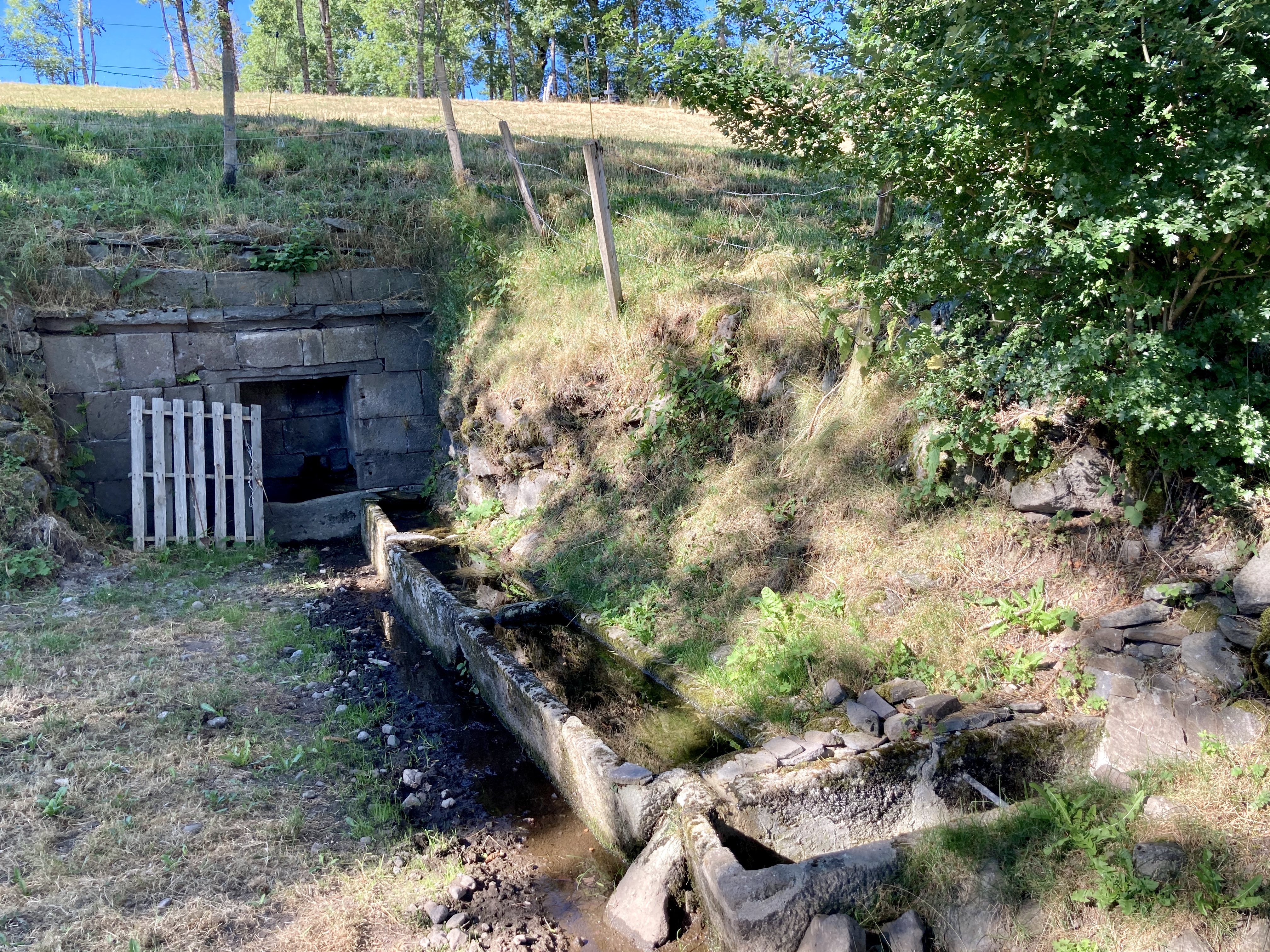
Ancienne fontaine du château.
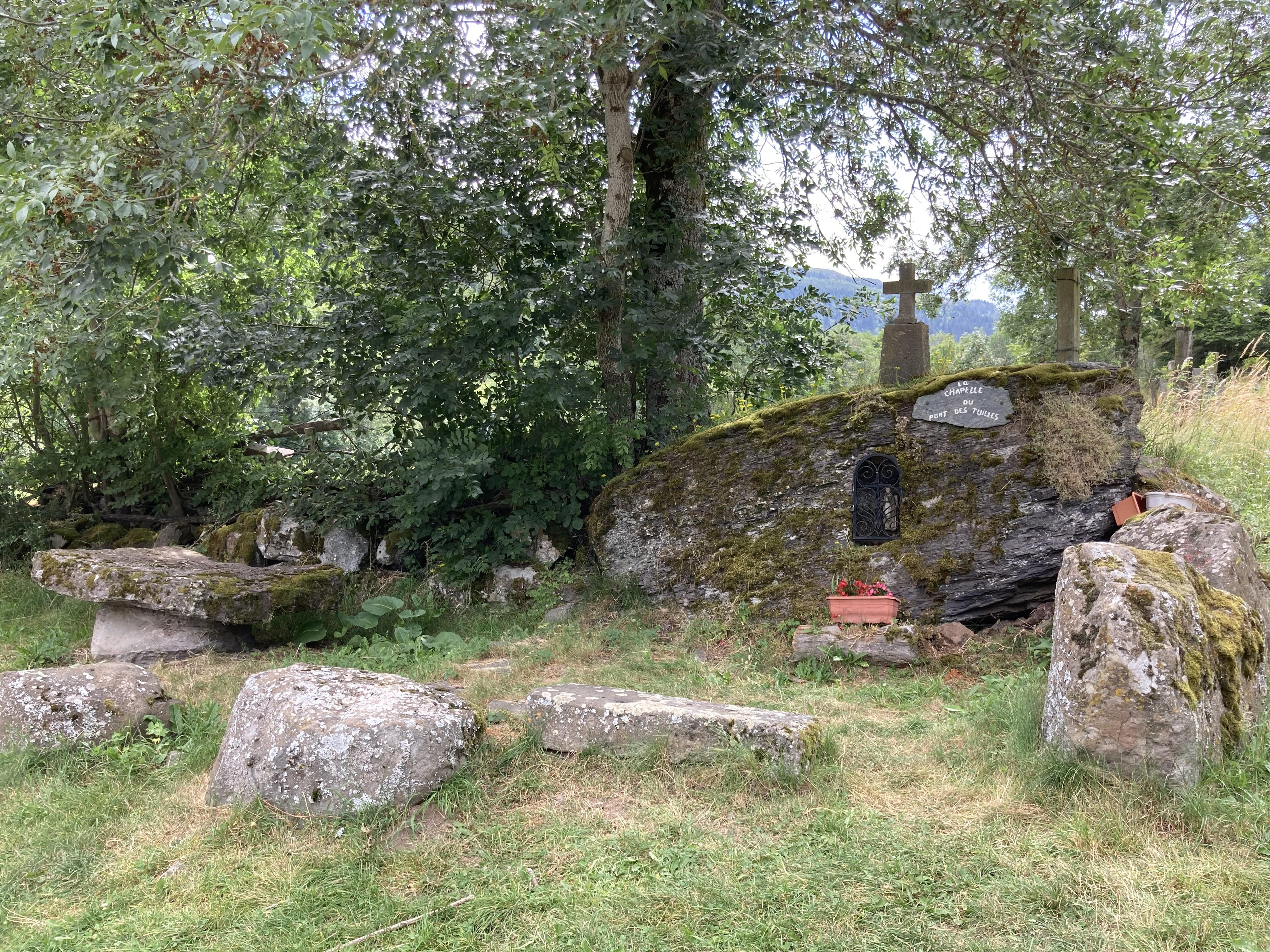
Chapelle du Pont des Tuiles.

#### Sommets, cols, espaces naturels
- Plomb du Cantal 1 855 m : le point le plus élevé de la commune d'Albepierre-Bredons et du massif cantalien. Il est l'édifice volcanique le plus récent du massif. Avant notre ère, l'altitude du Plomb du Cantal était de 4 000 mètres environ.

Massif du Plomb du Cantal : 
- Rocher de la Sagne du Porc alt. : 1 717 m ;
- L'Aiguillon, 1 665 m ;
- Rochers de Chamalière, 1 641 m ;
- Puy de Prat-de-Bouc, 1 524 m ;
- Puy de la Molède 1 384 m ;
- Puy du Bac 1 203 m.

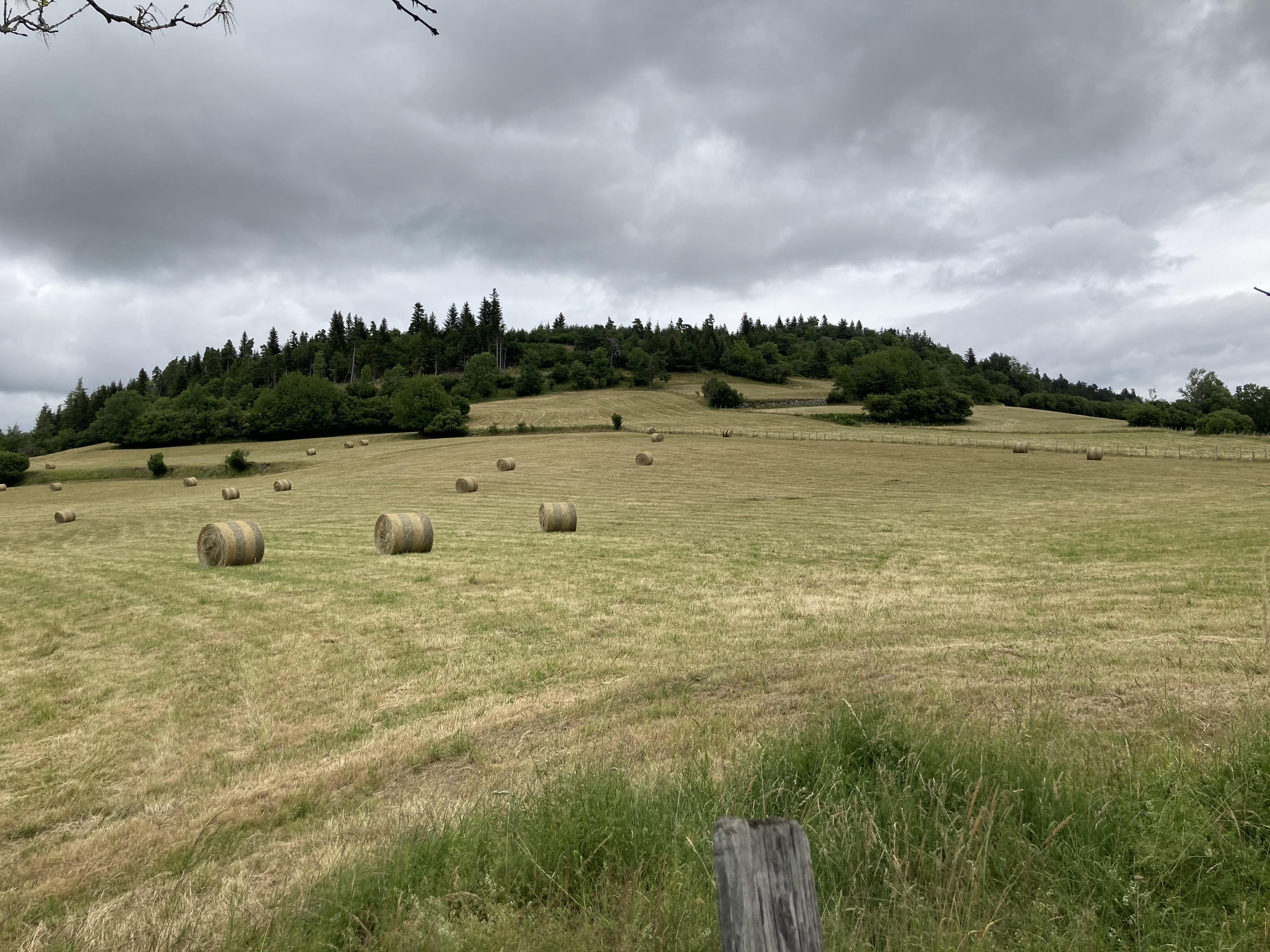
Puy du Bac vu du Cuzel.
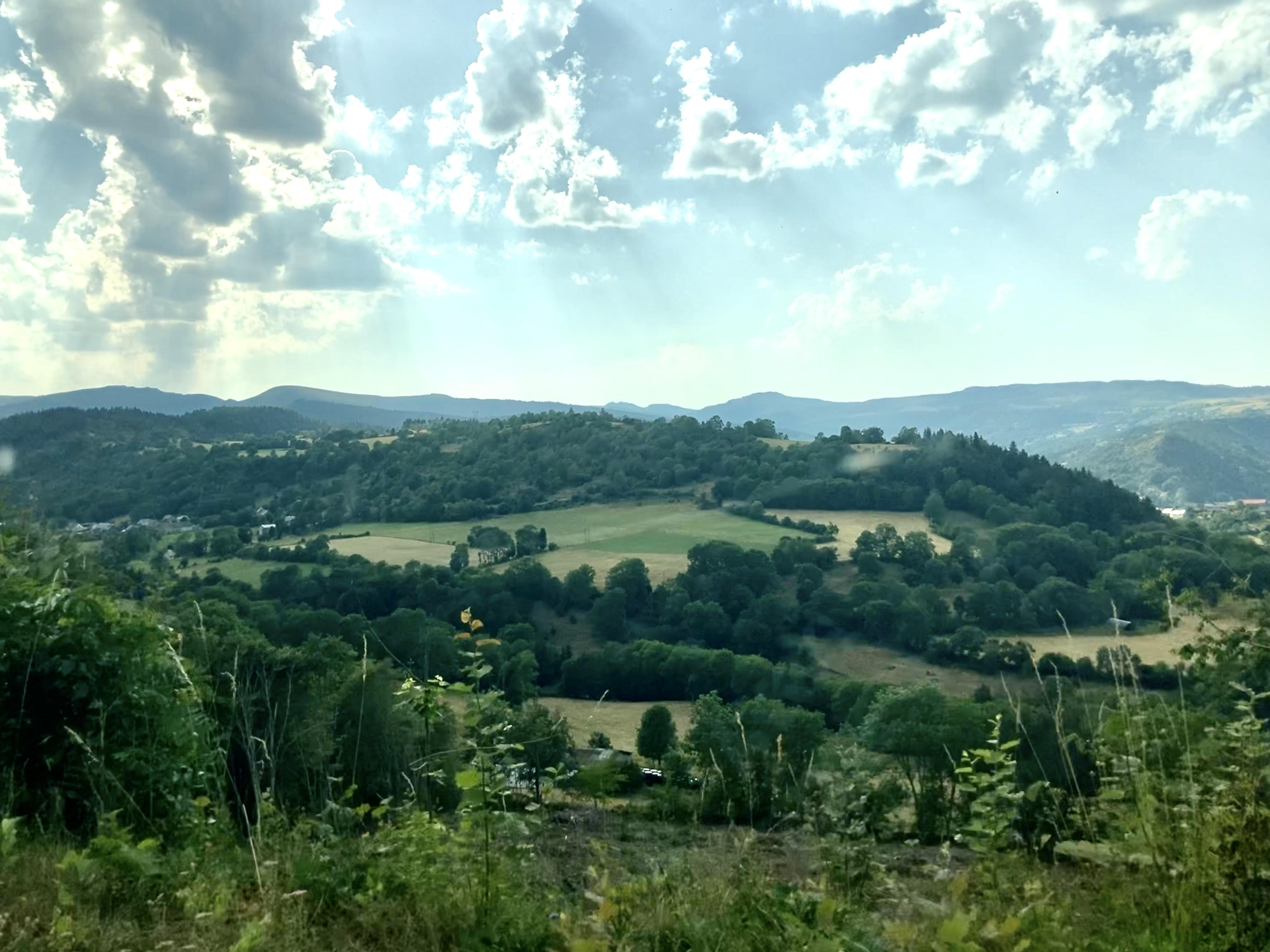
Puy du Bac vu de Cheylanes.

- Rocher de Bredons, 1 013 m. Sur le versant sud se trouve une caverne et « le trésor des moines »
- Cirque de Chamalière, un espace sauvage de toute beauté proche de la station de Prat de Bouc
- Col du Pas des Alpins, 1 750 m, plus haut col du massif cantalien.
- Col de l'Aiguillon, 1 659 m
- Col de la Tombe du Père, 1 586 m et sa légende.
- Col de Prat-de-Bouc desservant le Plomb du Cantal, 1 392 m (col routier), emprunté par le Tour de France[20]
- Col de la Molède, 1 329 m (col routier)
- De nombreuses cascades jalonnent les cours d'eau de la commune : sur le Lagnon (amont vers aval) : du Lagnon, des Vergnes, des Prés-longs, du Prapsou ; sur le Bênet : de la Molède ; et aussi : Pisse-Gel, des Prés Marty, le Banc aux Libellules, de Pignou, gouffre du Joaniol.

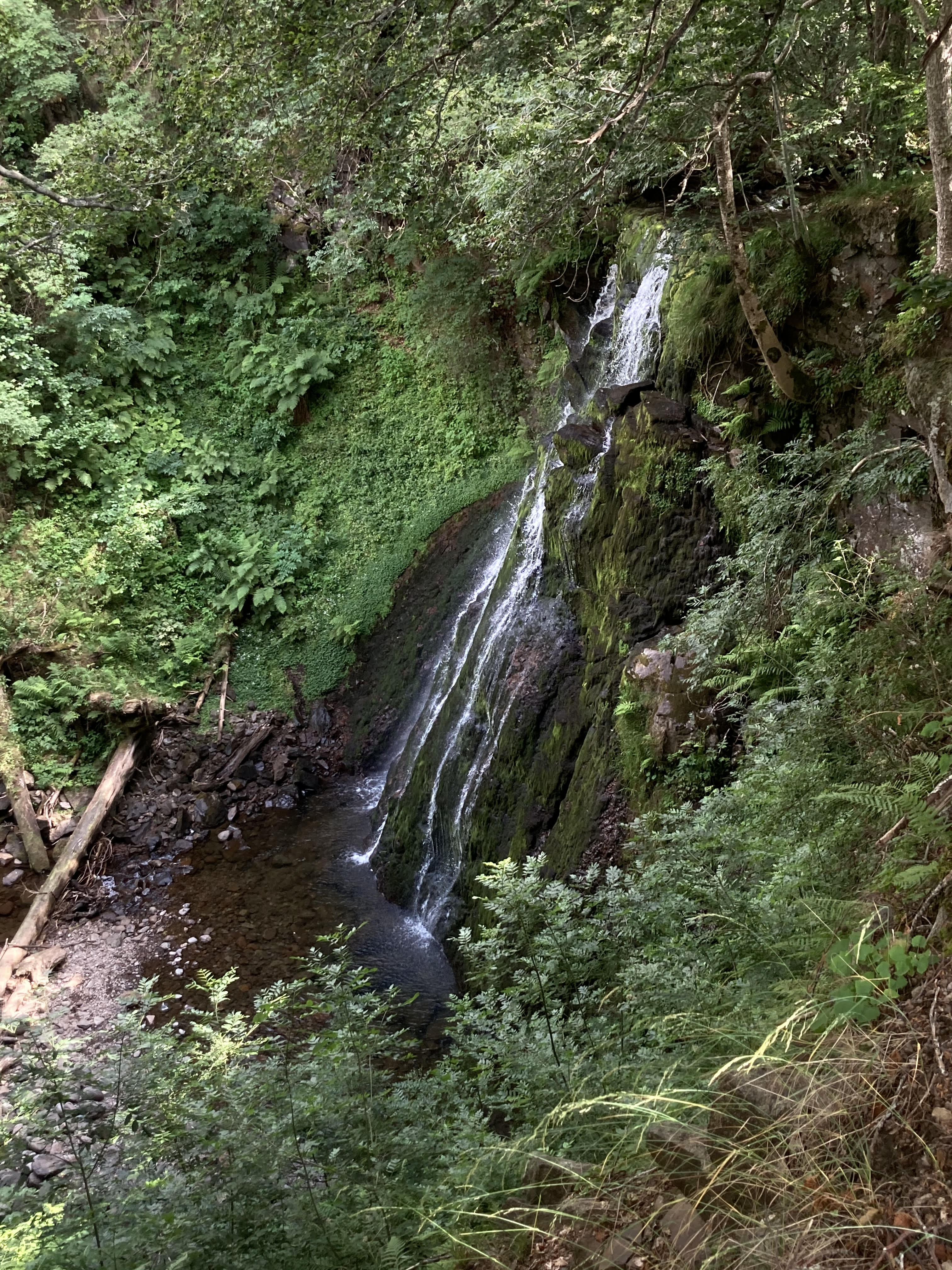
Cascade de Prés Longs, cours d'eau : le Lagnon.
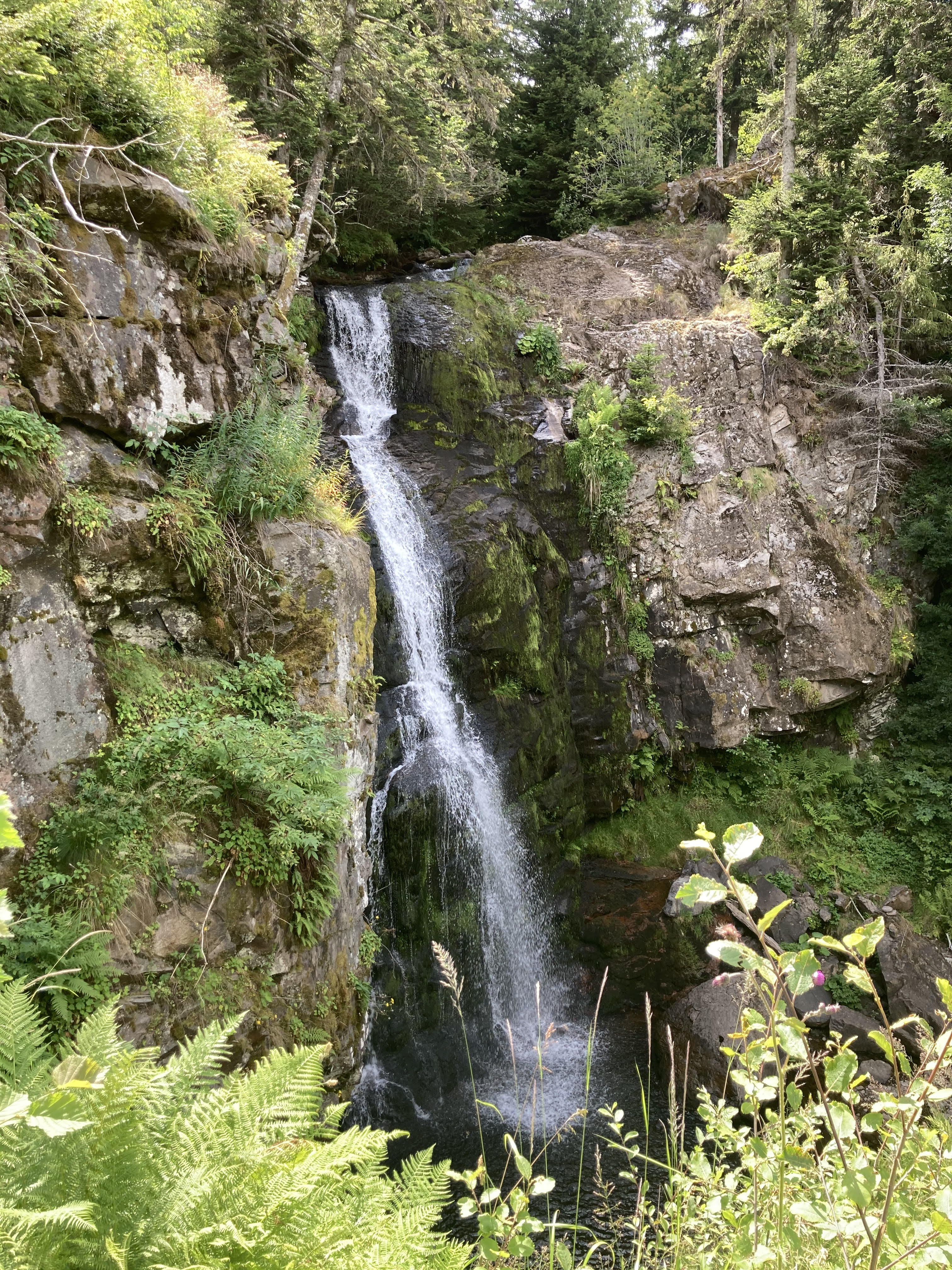
Cascade des Vergnes, cours d'eau : le Lagnon.
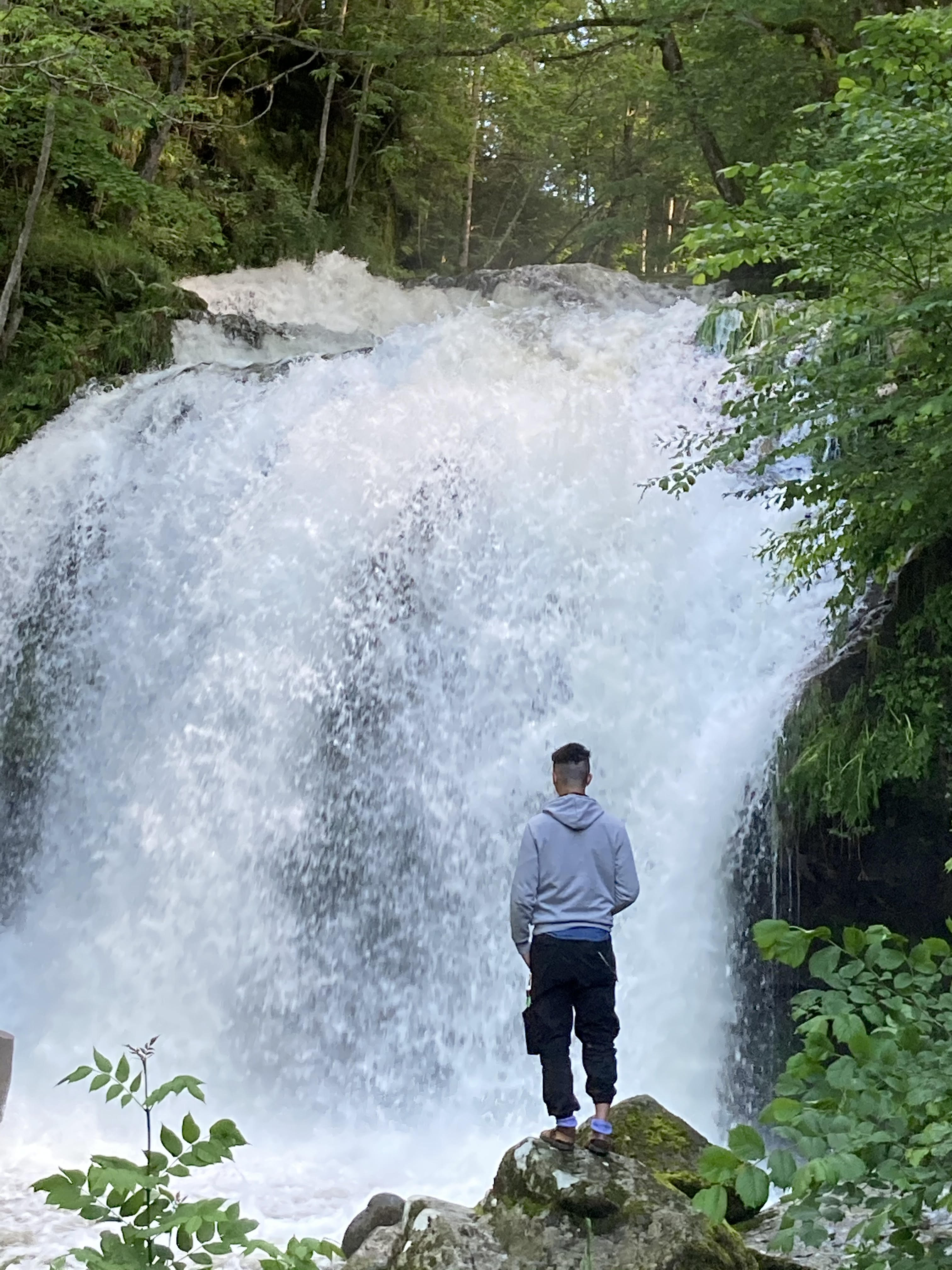
Cascade du Prapsou, cours d'eau : le Lagnon.

- Roche Troucade ou Roche percée
- Lac des Biches
- Fenêtre du Puy de Prat de Bouc
- Pont de Larmont ou Pont Gaulois (sans possibilité de relier sa conception à cette époque, bien qu'il soit à proximité de la voie romaine)
- Planol de la Rodde : donne un point de vue sur Albepierre et la vallée du Lagnon
- Roche du Bourru
- Cabane de Sagnepic , 1 300 m / Refuge
- Cabane du Garde, 1 304 m / Refuge
- Buron de la Souleyre
- Buron de Salabert, 1 449 m / Refuge
- Buron le Cantal (I), 1 464 m (ruines)
- Vacherie ou védélat le Cantal, 1 426 m (ruines)
- Buron le Cantal (II), 1 442 m (ruines)
- Vacherie ou védélat le Cantal, 1 420 m (ruines)
- Soue à cochons du buron le Cantal (II), à 1 440 m
- Buron des Prés Marty, 1 392 m
- Burons de la montagne de la Molède, 1 448 m (4 en ruines) 1 tras et 1 soue à cochons
- Burons de Chamalière, 1 436 et 1 422 mètres, en ruines
- Buron Les Crampes, 1 323 m, en ruines
- Vacherie de la Montagnoune Basse, 1 279 m, en ruines
- Buron et Soue à cochons de Raveyrol, 1 274 m, en ruines
- Cirque de Chamalière
- Grottes du Cuzel.

#### Quartiers du bourg
- La Bargeade
- La Granjolière
- Le Cuzel (sous les grottes)
- Le Barry
- La Planche du Jeu (borne royale avec fleur de lys)
- Le Prapsou (cascade)
- Les Trois pierres
- La Petite rodde
- Le Château (ancienne fontaine cachée)
- La Biore (autour de l'église d'Albepierre)
- La Combe
- La Rouffieu
- Saint-Esprit
- La Turiare
- Le Coudert

#### Sources et Fontaines nommées
- La Sogne (source et Fontaine)
- Ancienne Fontaine du Château
- Fontaine du Château
- Fontaines portant le nom du quartier : La Bargeade, Saint-Esprit, La Rouphieu, Bredons (village), etc.

#### Chemins nommés
- La Granjolière (devenu rue de la Roche-Jallière) de La Bargeade à La Bastide
- La Bastide (de la Granjolière à partir du ruisseau)
- La Gazonne (de la Bargeade à la mairie)
- L'Abeille (de la Bargeade au château)
- Le Cheylut (du Planol de la Rodde ou du Barry au Camp des Américains / stade Jean-Peschaud)
- L' Ariar
- Le Bleu
- Le Riou del maigre (à La Planche du Jeu)
- Le Battut (du tournant de la Rodde à la Combe) .
- Le chareyrou de croutou (il rejoint le chemin  de la Gazonne)
- Le chareyrou de Braghaīre (en face de l'église)

#### Maisons nommées
- La Grange aux Lierres
- La Marre aux Diables
- La Gazonne
- La Prapsou
- Chez Gasparou
- Maison forestière de Rochejallère
- La Grange de Magne
- Chez Jean Blanc

#### Autres lieux nommés
- Pré Le Breuil
- Le Champ des Pommiers
- Le Bac
- Le Planol (aire d'arrivée des courses de ski de fond, autrefois) .
- La Champ
- La Rodde
- Le Camp des Américains (Première Guerre mondiale), devenu à la Seconde Guerre mondiale un Chantier de Jeunesse et camp d'internement des repris de justice (Régime de Vichy) jusqu'à l'occupation de la Zone Libre (grand pourvoyeur de maquisards échappant au STO).
- Les Barthes
- Les roches d'Auzolles
- La falaise des Cunes
- La Jucque
- Pijère
- Le Joaniol
- Le Serre (dans les années 1930/1940, des compétitions de ski alpin : slalom , étaient organisées sur son versant nord).
- Ponts nommés : des Tuiles, de Fer, de Larmont, etc.
- Semone : pâturage d'altitude l'été
- Le Bouya : pâturages d'altitude

### Personnalités liées à la commune
- Durand de Bredons (?-1071) : prélat catholique, refondateur du prieuré de Bredons.
- Jean Ajalbert (1863-1947) : écrivain, enterré à Bredons.
- Alfred Jacomis (1910-2004) : skieur de fond, alpin : slalom, descente et saut à ski. Champion de France en 1939 de ski de fond, ayant également participé aux JO de Garmisch-Partenkirchen en Allemagne en 1936 et aux championnats du monde à Chamonix en 1937. Depuis le 17 décembre 2017, une piste de ski de fond du domaine nordique de Prat-de-Bouc Haute-Planéze, porte le nom : Alfred-Jacomis.
- Michel Rouche, historien français spécialiste de l'histoire de la Gaule entre l'Empire romain et le Moyen Âge.
- Odette Marquet, chercheuse et auteur de plusieurs ouvrages[21] sur l'Histoire et la culture méditerranéenne des Balkans, traductrice, humanitaire et religieuse[22] (ordre des Petites Sœurs de Foucauld), chevalier[23] de la Légion d'honneur[24] (promotion Pâques 2014), décorée de l'ordre de Mère Teresa par le président de la république d'Albanie Ilir Meta en 2018[25], décorée de l'ordre de la Liberté par le président du Kosovo[26].

### Héraldique
| Blason de Albepierre-Bredons | Blason  | D'or au cœur de gueules, au chef chargé d'un croissant d'argent accosté de deux étoiles du même. |
| Blason de Albepierre-Bredons | Détails | Le statut officiel du blason reste à déterminer.                                                 |